# Olga Ferri
Olga Ethel Ferri de Lommi (Buenos Aires, Argentina, 20 de setembre 1928 - 15 de setembre 2012) fou una ballarina argentina de dansa clàssica de rellevància internacional, primera figura del ballet del  Teatro Colón de Buenos Aires. Juntament amb Esmeralda Agoglia, María Ruanova, Violeta Janeiro i Norma Fontenla, formà part del grup de primeres ballarines del teatre porteny de les dècades del 50 al 70.

## Carrera Professional
Alumna d'Esmée Bulnes, amb 12 anys entrà a l'Escuela de Danza del Teatro Colón passant a integrar el seu ballet estable. Amb 18 anys és la solista i, des de 1949, primera ballarina del ballet protagonitzant les estrenes de Romeu i Julieta, Los pájaros de Margarita Wallmann i Simfonia fantàstica de Léonide Massine. El 1954 estrenà La dama i el unicorni de Heinz Rosen sobre idea de Jean Cocteau i, el 1958, la cubana Alicia Alonso la trià per Giselle com a primera ballarina argentina que la interpretà en la versió coreogràfica original.
La seva carrera internacional la portà al Brasil; París, on es perfeccionà amb Víctor Gsovsky, Nicolás Zverev i Boris Kniaseff; Múnic; Berlín, i posteriorment com a solista del Ballet del Marqués de Cuevas i del London's Festival Ballet el 1960, 1961, 1963 i 1966 on ballà Giselle, La donzella de neu, L'espectre de la rosa, El llac dels cignes (coreografia Jack Carter) i Muerte del cisne.
Alternà la seva activitat internacional amb el  Teatro Colón a on, el 1971, Rudolf Nuréiev la trià per a la seva versió de El trencanous que estrenà amb ell a Buenos Aires. Sobre el gran ballarí soviètic Ferri explicà que "em portava per l'aire com una nina” i que la nit del debut li va dir: “No saludis mai amb humilitat, sinó com el que ets, una gran ballarina; altrament, no t’hauria elegit”. Al Colón també ballà Coppélia, La Bella dorment del bosc, Orfeo d'Andrade; i les estrenes mundials de Romeu i Julieta (amb José Neglia) i La Ventafocs de George Skibine i La Sílfide de Pierre Lacotte.
Casada amb el primer ballarí del Teatre Colón, Enrique Lommi (1922), ambdós mestres, i amb qui va obrir un estudi de dansa a Buenos Aires on va fer classes fins a la seva mort.
A partir de 1973, es presentà a Nova York i Washington així com altres ciutats americanes. El 1977 es retirà oficialment amb Coppélia de Leo Delibe.
Fou directora del Ballet estable del Teatre Colón i mestre del ballet de Xile.
Es dedicà a l'ensenyament i feu de jurat internacional, entre les seves deixebles destaca Paloma Herrera.
En 1989 fou guardonada amb el Premio Konex de Platí. Fou nomenada Ciudadana ilustre de la ciutad de Buenos Aires(2008) i aconseguí el Gran Premio de Honor Fondo Nacional de las Artes (1977) així com la Orden al Mérito de los Caballeros de San Martín de Tours en el Histórico Cabildo (1984).

## Google Doodle
El 20 de setembre de 2013, en el 85è aniversari del seu naixement, Olga Ferri fou homenatjada amb un Doodle de Google a l'Argentina.